# Kalale Estate, Sakleshpur
Kalale Estate là một làng thuộc tehsil Sakleshpur, huyện Hassan, bang Karnataka, Ấn Độ.